# Jacob Dahl (1821–1888)
Jacob Dahl (i riksdagen kallad Dahl i Göteborg), född 19 oktober 1821 i Göteborgs domkyrkoförsamling, död 10 december 1888 i Göteborgs Kristine församling, var en svensk stadsmäklare och politiker.
Dahl var ledamot av riksdagens andra kammare vid B-riksdagen 1887, invald i Göteborgs stads valkrets.